# Teorema de flutuação-dissipação
O teorema de flutuação-dissipação (TFD ou na literatura FDT, do inglês fluctuation-dissipation theorem) é uma poderosa ferramenta em física estatística para a predição do comportamento de sistemas termodinamicamente não equilibrados. Estes sistemas envolvem a dissipação irreversível de energia em calor de suas flutuações térmicas reversíveis  em equilíbrio termodinâmico. O teorema de flutuação-dissipação aplica-se tanto a sistemas clássicos quanto quânticos.[carece de fontes?]
O teorema de flutuação-dissipação foi originalmente formulado por Harry Nyquist em 1928, e posteriormente demonstrado por Herbert Callen e Theodore A. Welton em 1951.